# Arnold Wesker
Arnold Wesker (Londen, 24 mei 1932 – Brighton, 12 april 2016) was een Brits toneelschrijver.

## Biografie
Wesker werd geboren in 1932. Hij werd aanvaard aan de Royal Academy of Dramatic Art, maar zou er nooit studeren. In 1956 schreef hij zijn eerste toneelstuk The Kitchen. Dit toneelstuk werd in 1961 verfilmd met Tom Bell. Tot zijn pensioen in 2011 zou hij ruim 50 toneelstukken schrijven. 
Wesker was een vertegenwoordiger van het Kitchen sink drama, een realistisch soort theater dat zich op de huiselijke problemen van de werkende klasse concentreert. Tot zijn bekendste werken behoort een drieluik dat als The Wesker Trilogy bekendstaat. Dit omvat de toneelstukken Chicken Soup with Barley, Roots en I'm Talking about Jerusalem.
Wesker overleed in 2016 op 83-jarige leeftijd. 
- Bibsys: 90072129
- Bibliothèque nationale de France: cb121718204 (data)
- CiNii: DA00235194
- Gemeinsame Normdatei: 118631705
- International Standard Name Identifier: 0000 0001 0857 3100
- Library of Congress Control Number: n94008898
- Nationale Bibliotheek van Letland: 000092344
- MusicBrainz: 1b0be862-cde9-494f-be7f-168453e29810
- Bibliotheek van het Japanse parlement: 00460623
- Nationale Bibliotheek van Tsjechië: jn20010601070
- Nationale bibliotheek van Australië: 35600565
- Nationale Bibliotheek van Israël: 987007269821105171
- Nationale Bibliotheek van Polen: a0000002657455
- Nederlandse Thesaurus van Auteursnamen: 068590709
- Istituto Centrale per il Catalogo Unico: CFIV007090
- LIBRIS: 229737
- SNAC: w6k937zs
- Système universitaire de documentation: 030265282
- Trove: 1010304
- Virtual International Authority File: 49267085
- WorldCat: E39PBJmp8yR869Kcqgf3QfQrMP